# (17496) Augustinus
(17496) Augustinus (1992 DM2) – planetoida z grupy pasa głównego asteroid okrążająca Słońce w ciągu 3,52 lat w średniej odległości 2,31 j.a. Odkryta 29 lutego 1992 roku.